# Martin-Joseph Mengal
Martin-Joseph Mengal   (Gant, 27 de gener de 1784 - Gant, 4 de juliol de 1851) va ser un compositor i professor belga.
Mengal va venir d'una família musical i va rebre classes de corn i violí quan era nen, i als 13 anys tocava com a primer corn a l'òpera de Gant. A partir de 1804 Mengal es va traslladar a París per estudiar al Conservatori de París amb F. Duvernoy i Ch. S. Catel, però al desembre del mateix any es va incorporar al servei militar francès i va marxar a la Guerra de la Tercera Coalició contra Itàlia, Àustria i Prússia sota Napoleó I. Anys més treballà en la capital francesa en diverses orquestres de teatre, sent nomenat el 1835 director del Conservatori de Gant.
Va compondre les òperes:
- Una nit al castell (1818);
- L'illa de babilary (1819);
- Els infidels (1825);
- Un dia a la Vancluse (1828);
- El vampir.

A més, deixà nombroses composicions, especialment per a corn.